# 1997 a sportban
1997 legfontosabb sporteseményei a következők voltak:

## Események

### Január
| Dátum      | Sportág          | Esemény            | Helyszín                                                                |
| ---------- | ---------------- | ------------------ | ----------------------------------------------------------------------- |
| Január 2.  | Amerikai futball | 1997-es Sugar Bowl | Amerikai Egyesült Államok , Louisiana, New Orleans, Louisiana Superdome |
| Január 26. | Amerikai futball | Super Bowl XXXI    | Amerikai Egyesült Államok , Louisiana, New Orleans, Louisiana Superdome |

### Február
| Dátum        | Sportág | Esemény                        | Helyszín                                                                             |
| ------------ | ------- | ------------------------------ | ------------------------------------------------------------------------------------ |
| Február 2–9. | Snooker | 1997-es Masters                | Anglia, London, Wembley Conference Centre                                            |
| Február 16.  | NASCAR  | 1997-es Daytona 500            | Amerikai Egyesült Államok, Florida, Daytona Beach, Daytona International Speedway    |
| Február 23.  | NASCAR  | 1997-es Goodwrench Service 400 | Amerikai Egyesült Államok, Észak-Karolina, Rockingham, North Carolina Motor Speedway |

### Március
| Dátum       | Sportág   | Esemény                            | Helyszín                                                                     |
| ----------- | --------- | ---------------------------------- | ---------------------------------------------------------------------------- |
| Március 2.  | NASCAR    | 1997-es Pontiac Excitement 400     | Amerikai Egyesült Államok, Virginia, Richmond, Richmond Raceway              |
| Március 9.  | Formula–1 | 1997-es Formula–1 ausztrál nagydíj | Ausztrália, Melbourne, Melbourne Grand Prix Circuit                          |
| Március 9.  | NASCAR    | 1997-es Primestar 500              | Amerikai Egyesült Államok, Georgia, Hampton, Atlanta Motor Speedway          |
| Március 13. | Lóverseny | 1997-es Cheltenham-aranykupa       | , Egyesült Királyság, Gloucestershire, Cheltenham, Cheltenham lóversenypálya |
| Március 23. | NASCAR    | 1997-es TranSouth Financial 400    | Amerikai Egyesült Államok, Dél-Karolina, Darlington, Darlington Raceway      |
| Március 30. | Formula–1 | 1997-es Formula–1 brazil nagydíj   | Brazília, São Paulo, Autódromo José Carlos Pace                              |

### Április
| Dátum       | Sportág   | Esemény                                | Helyszín                                                              |
| ----------- | --------- | -------------------------------------- | --------------------------------------------------------------------- |
| Április 3.  | Lóverseny | 1997-es dubaji világkupa               | Egyesült Arab Emírségek, Dubaj, Nad Al Sheba lóversenypálya           |
| Április 6.  | NASCAR    | 1997-es Interstate Batteries 500       | Amerikai Egyesült Államok, Texas, Fort Worth, Texas Motor Speedway    |
| Április 7.  | Lóverseny | 1997-es Grand National                 | Egyesült Királyság, Liverpool, Aintree lóversenypálya                 |
| Április 13. | Formula–1 | 1997-es Formula–1 argentin nagydíj     | Argentína, Buenos Aires, Autódromo Oscar y Juan Gálvez                |
| Április 13. | MotoGP    | 1997-es MotoGP maláj nagydíj           | Malajzia, Shah Alam, Shah Alam Circuit                                |
| Április 13. | NASCAR    | 1997-es Food City 500                  | Amerikai Egyesült Államok, Tennessee, Bristol, Bristol Motor Speedway |
| Április 20. | MotoGP    | 1997-es MotoGP japán nagydíj           | Japán, Szuzuka, Suzuka Circuit                                        |
| Április 20. | NASCAR    | 1997-es Goody’s Headache Powder 500    | Amerikai Egyesült Államok, Virginia, Ridgeway, Martinsville Speedway  |
| Április 27. | Formula–1 | 1997-es Formula–1 San Marinó-i nagydíj | Olaszország, Imola, Autodromo Enzo e Dino Ferrari                     |

### Május
| Dátum               | Sportág           | Esemény                                | Helyszín |
| ------------------- | ----------------- | -------------------------------------- | --- |
| Május 3.            | Lóverseny         | 1997-es Kentucky derbi                 | Amerikai Egyesült Államok, Kentucky, Louisville, Churchill Downs                                                |
| Május 4.            | MotoGP            | 1997-es MotoGP spanyol nagydíj         | Spanyolország, Jerez de la Frontera, Circuito de Jerez                                                          |
| Május 4.            | NASCAR            | 1997-es Save Mart Supermarkets 300     | Amerikai Egyesült Államok, Kalifornia, Sonoma, Sonoma Raceway                                                   |
| Május 7. és 21.     | Labdarúgás        | 1997-es UEFA-kupa-döntő                | Németország, Gelsenkirchen, Parkstadion és Olaszország, Milánó, San Siro                                        |
| Május 10.           | NASCAR            | 1997-es Winston 500                    | Amerikai Egyesült Államok, Alabama, Lincoln, Talladega Superspeedway                                            |
| Május 11.           | Formula–1         | 1997-es Formula–1 monacói nagydíj      | Monaco, Monte-Carlo, Circuit de Monaco                                                                          |
| Május 16.–Július 5. | Röplabda          | 1997-es férfi röplabda világliga       | Oroszország, Moszkva (döntő)                                                                                    |
| Május 17.           | Lóverseny         | 1997-es Preakness Stakes               | Amerikai Egyesült Államok, Maryland, Baltimore, Pimlico lóversenypálya                                          |
| Május 17.–Június 1. | Kézilabda         | 1997-es férfi kézilabda-világbajnokság | Japán, Kumamoto, Yamaga, Yatsuhiro                                                                              |
| Május 17.–Június 8. | Országútikerékpár | 1997-es Giro d’Italia                  | Olaszország |
| Május 18.           | MotoGP            | 1997-es MotoGP olasz nagydíj           | Olaszország, Scarperia e San Piero, Autodromo Internazionale del Mugello                                        |
| Május 25.           | Formula–1         | 1997-es Formula–1 spanyol nagydíj      | Spanyolország, Barcelona, Circuit de Catalunya                                                                  |
| Május 25.           | NASCAR            | 1997-es Coca-Cola 600                  | Amerikai Egyesült Államok, Észak-Karolina, Concord, Charlotte Motor Speedway                                    |
| Május 28.           | Labdarúgás        | 1997-es UEFA-bajnokok ligája-döntő     | Németország, München, Olimpiai Stadion                                                                          |
| Május 31.–Június 7. | Jégkorong         | 1997-es Stanley-kupa-döntő             | Amerikai Egyesült Államok, Michigan, Detroit, Joe Louis Arena, és Pennsylvania, Philadelphia, CoreStates Center |

### Június
| Dátum         | Sportág   | Esemény                           | Helyszín                                                                       |
| ------------- | --------- | --------------------------------- | ------------------------------------------------------------------------------ |
| Június 1.     | MotoGP    | 1997-es MotoGP osztrák nagydíj    | Ausztria, Spielberg, A1-Ring                                                   |
| Június 1.     | NASCAR    | 1997-es Miller 500                | Amerikai Egyesült Államok, Delaware, Dover, Dover Motor Speedway               |
| Június 7.     | Lóverseny | 1997-es Epsom derbi               | , Egyesült Királyság, Surrey, Epsom, Epsom Downs lóversenypálya                |
| Június 8.     | MotoGP    | 1997-es MotoGP francia nagydíj    | Franciaország, Le Castellet, Circuit Paul Ricard                               |
| Június 8.     | NASCAR    | 1997-es Pocono 500                | Amerikai Egyesült Államok, Pennsylvania, Long Pond, Pocono Raceway             |
| Június 12–15. | Golf      | 1997 US Open                      | Amerikai Egyesült Államok, Maryland, Bethesda, Congressional Country Club      |
| Június 15.    | Formula–1 | 1997-es Formula–1 kanadai nagydíj | Kanada, Montréal, Circuit Gilles Villeneuve                                    |
| Június 15.    | NASCAR    | 1997-es Miller 400                | Amerikai Egyesült Államok, Michigan, Brooklyn, Michigan International Speedway |
| Június 22.    | NASCAR    | 1997-es California 500            | Amerikai Egyesült Államok, Kalifornia, Fontana, Next Gen California            |
| Június 28.    | MotoGP    | 1997-es MotoGP holland nagydíj    | Hollandia, Assen, TT Circuit Assen                                             |
| Június 29.    | Formula–1 | 1997-es Formula–1 francia nagydíj | Franciaország, Magny-Cours, Circuit de Nevers Magny-Cours                      |

### Július
| Dátum         | Sportág           | Esemény                         | Helyszín                                                                          |
| ------------- | ----------------- | ------------------------------- | --------------------------------------------------------------------------------- |
| Július 5.     | NASCAR            | 1997-es Pepsi 400               | Amerikai Egyesült Államok, Florida, Daytona Beach, Daytona International Speedway |
| Július 5–27   | Országútikerékpár | 1997-es Tour de France          | Franciaország és Svájc                                                            |
| Július 6.     | MotoGP            | 1997-es MotoGP imolai nagydíj   | Olaszország, Imola, Autodromo Enzo e Dino Ferrari                                 |
| Július 13.    | Formula–1         | 1997-es Formula–1 brit nagydíj  | Nagy-Britannia, Silverstone, Silverstone Circuit                                  |
| Július 13.    | NASCAR            | 1997-es Jiffy Lube 300          | Amerikai Egyesült Államok, New Hampshire, Loudon, New Hampshire Motor Speedway    |
| Július 17–20. | Golf              | 1997-es Open Championship       | Skócia, Troon, Royal Troon Golf Club                                              |
| Július 20.    | MotoGP            | 1997-es MotoGP német nagydíj    | Németország, Nürburg, Nürburgring                                                 |
| Július 20.    | NASCAR            | 1997-es Pennsylvania 500        | Amerikai Egyesült Államok, Pennsylvania, Long Pond, Pocono Raceway                |
| Július 29.    | Formula–1         | 1997-es Formula–1 német nagydíj | Németország, Hockenheim, Hockenheimring                                           |

### Augusztus
| Dátum               | Sportág    | Esemény                                | Helyszín                                                                        |
| ------------------- | ---------- | -------------------------------------- | ------------------------------------------------------------------------------- |
| Augusztus 1–10.     | Atlétika   | 1997-es atlétikai világbajnokság       | Görögország, Athén                                                              |
| Augusztus 2.        | NASCAR     | 1997-es Brickyard 400                  | Amerikai Egyesült Államok, Indiana, Speedway, Indianapolis Motor Speedway       |
| Augusztus 3.        | MotoGP     | 1997-es MotoGP rio de janeirói nagydíj | Brazília, Rio de Janeiro, Autódromo Internacional Nelson Piquet                 |
| Augusztus 6. és 13. | Labdarúgás | 1997-es Copa Libertadores-döntő        | Peru, Lima, Perui Nemzeti Stadion és Brazília, Belo Horizonte, Estádio Mineirão |
| Augusztus 10.       | Formula–1  | 1997-es Formula–1 német nagydíj        | Magyarország, Mogyoród, Hungaroring                                             |
| Augusztus 10.       | NASCAR     | 1997-es The Bud at The Glen            | Amerikai Egyesült Államok, New York, Watkins Glen, Watkins Glen International   |
| Augusztus 14–17.    | Golf       | 1997-es PGA Championship               | Amerikai Egyesült Államok, New York, Mamaroneck, Winged Foot Golf Club          |
| Augusztus 17.       | MotoGP     | 1997-es MotoGP brit nagydíj            | Nagy-Britannia, Castle Donington, Donington Park                                |
| Augusztus 17.       | NASCAR     | 1997-es DeVilbiss 400                  | Amerikai Egyesült Államok, Michigan, Brooklyn, Michigan International Speedway  |
| Augusztus 23.       | NASCAR     | 1997-es Goody's Headache Powder 500    | Amerikai Egyesült Államok, Tennessee, Bristol, Bristol Motor Speedway           |
| Augusztus 24.       | Formula–1  | 1997-es Formula–1 belga nagydíj        | Belgium, Stavelot, Circuit de Spa-Francorchamps                                 |
| Augusztus 29.       | MotoGP     | 1997-es MotoGP cseh nagydíj            | Csehország, Brno, Brno Circuit                                                  |
| Augusztus 29–31.    | Röplabda   | 1997-es női röplabda World Grand Prix  | Japán, Kóbe (döntő)                                                             |
| Augusztus 31.       | NASCAR     | 1997-es Mountain Dew Southern 500      | Amerikai Egyesült Államok, Dél-Karolina, Darlington, Darlington Raceway         |

### Szeptember
| Dátum                     | Sportág   | Esemény                                   | Helyszín                                                                       |
| ------------------------- | --------- | ----------------------------------------- | ------------------------------------------------------------------------------ |
| Szeptember 6.             | NASCAR    | 1997-es Exide NASCAR Select Batteries 400 | Amerikai Egyesült Államok, Virginia, Richmond, Richmond Raceway                |
| Szeptember 6–14.          | Röplabda  | 1997-es férfi röplabda-Európa-bajnokság   | Hollandia, ’s-Hertogenbosch, Eindhoven                                         |
| Szeptember 7.             | Formula–1 | 1997-es Formula–1 olasz nagydíj           | Olaszország, Monza, Autodromo Nazionale di Monza                               |
| Szeptember 14.            | NASCAR    | 1997-es CMT 300                           | Amerikai Egyesült Államok, New Hampshire, Loudon, New Hampshire Motor Speedway |
| Szeptember 21.            | Formula–1 | 1997-es Formula–1 osztrák nagydíj         | Ausztria, Spielberg, A1-Ring                                                   |
| Szeptember 21.            | NASCAR    | 1997-es MBNA 400                          | Amerikai Egyesült Államok, Delaware, Dover, Dover Motor Speedway               |
| Szeptember 27.            | Formula–1 | 1997-es Formula–1 luxemburgi nagydíj      | Németország, Nürburg, Nürburgring                                              |
| Szeptember 27.–Október 5. | Röplabda  | 1997-es női röplabda-Európa-bajnokság     | Csehország, Brno                                                               |
| Szeptember 29.            | NASCAR    | 1997-es Hanes 500                         | Amerikai Egyesült Államok, Virginia, Ridgeway, Martinsville Speedway           |

### Október
| Dátum          | Sportág   | Esemény                           | Helyszín                                                                     |
| -------------- | --------- | --------------------------------- | ---------------------------------------------------------------------------- |
| Október 5.     | Lóverseny | 1997-es Prix de l’Arc de Triomphe | Franciaország, Párizs, 16. kerület, Bois de Boulogne                         |
| Október 5.     | NASCAR    | 1997-es UAW-GM Quality 500        | Amerikai Egyesült Államok, Észak-Karolina, Concord, Charlotte Motor Speedway |
| Október 12.    | Formula–1 | 1997-es Formula–1 japán nagydíj   | Japán, Szuzuka, Suzuka Circuit                                               |
| Október 12.    | NASCAR    | 1997-es DieHard 500               | Amerikai Egyesült Államok, Alabama, Lincoln, Talladega Superspeedway         |
| Október 18–26. | Baseball  | 1997-es World Series              | Amerikai Egyesült Államok                                                    |
| Október 26.    | Formula–1 | 1997-es Formula–1 európai nagydíj | Spanyolország, Jerez de la Frontera, Circuito Permanente de Jerez            |
| Október 27.    | NASCAR    | 1997-es AC Delco 400              | Amerikai Egyesült Államok, Észak-Karolina, Rockingham, Rockingham Speedway   |

### November
| Dátum            | Sportág         | Esemény                              | Helyszín                                                                                       |
| ---------------- | --------------- | ------------------------------------ | ---------------------------------------------------------------------------------------------- |
| November 2.      | NASCAR          | 1997-es Dura Lube 500                | Amerikai Egyesült Államok, Arizona, Avondale, Phoenix Raceway                                  |
| November 4.      | Lóverseny       | 1997-es Melbourne-kupa               | Ausztrália, Victoria, Melbourne, Flemington lóversenypálya                                     |
| November 16.     | Kanadai futball | 85. Grey-kupa                        | Kanada, Alberta, Edmonton, Commonwealth Stadion                                                |
| November 16.     | NASCAR          | 1997-es NAPA 500                     | Amerikai Egyesült Államok, Georgia, Hampton, Atlanta Motor Speedway                            |
| November 19.-23. | Taekwondo       | 1997-es taekwondo-világbajnokság     | Hongkong, Hong Kong Coliseum                                                                   |
| November 22.     | Kanadai futball | 33. Vanier-kupa                      | Kanada, Ontario, Toronto, SkyDome                                                              |
| November 30.     | Kézilabda       | 1997-es női kézilabda-világbajnokság | Németország, Berlin, Hamburg, Hannover, Neubrandenburg, Rottenburg, Saarbrücken, Sindelfingen, |

### December
| Dátum | Sportág | Esemény | Helyszín |
| ----- | ------- | ------- | -------- |

## Születések

### Január
| Születés   | Név                  | Nemzetiség, sportág, eredmények                                                                                            | Halálozás |
| ---------- | -------------------- | --- | --------- |
| január 2.  | Carlos Soler         | U21-es Európa-bajnok és U21-es Európa-bajnoki ezüstérmes spanyol labdarúgó                                                 |           |
| január 2.  | Patrick Pentz        | osztrák válogatott labdarúgó                                                                                               |           |
| január 3.  | Szűcs Kristóf        | magyar labdarúgó, védő |           |
| január 4.  | Angeliño             | spanyol labdarúgó |           |
| január 5.  | Jesús Vallejo        | U19-es és U21-es Európa-bajnok, UEFA-bajnokok ligája, UEFA-szuperkupa és FIFA-klubvilágbajnokság győztes spanyol labdarúgó |           |
| január 6.  | Michel Aebischer     | svájci válogatott labdarúgó                                                                                                |           |
| január 6.  | Amara Conde          | német labdarúgó |           |
| január 6.  | Pinte Patrik         | szlovákiai magyar labdarúgó                                                                                                |           |
| január 7.  | Ozzie Albies         | World Series bajnok curaçaói baseballjátékos                                                                               |           |
| január 7.  | Isaiah Brown         | U17-es Európa-bajnok és U19-es Európa-bajnoki bronzérmes angol labdarúgó                                                   |           |
| január 8.  | Mattias Elfström     | svéd jégkorongozó |           |
| január 9.  | Dennis Eckert Ayensa | német labdarúgó |           |
| január 9.  | Lara Ivanuša         | szlovén női válogatott labdarúgó                                                                                           |           |
| január 9.  | Ole Käuper           | német labdarúgó |           |
| január 9.  | Jacob Karlstrøm      | norvég labdarúgó |           |
| január 9.  | Miguel Tapias        | mexikói labdarúgó |           |
| január 10. | Patrick Bade         | német labdarúgó |           |
| január 10. | Kunitake Aimi        | japán válogatott labdarúgó                                                                                                 |           |
| január 11. | Demetri Mitchell     | U17-es Európa-bajnok angol labdarúgó                                                                                       |           |
| január 11. | Félix Torres         | ecuadori válogatott labdarúgó                                                                                              |           |
| január 12. | Blake Jones          | amerikai NASCAR-versenyző                                                                                                  |           |
| január 12. | Henrik Udahl         | norvég labdarúgó |           |
| január 13. | Egan Bernal          | kolumbiai kerékpárversenyző                                                                                                |           |
| január 13. | Connor McDavid       | U18-as, U20-as és felnőtt világbajnok kanadai válogatott jégkorongozó                                                      |           |
| január 14. | Cedric Teuchert      | német válogatott labdarúgó, olimpikon                                                                                      |           |
| január 14. | Snorre Strand Nilsen | norvég labdarúgó |           |
| január 17. | Sondre Brunstad Fet  | norvég labdarúgó |           |
| január 17. | Gaetan Weissbeck     | francia labdarúgó |           |
| január 17. | Andreas Hanche-Olsen | norvég válogatott labdarúgó                                                                                                |           |
| január 18. | Robin Tim Becker     | német labdarúgó |           |
| január 18. | Chris Ramos          | spanyol labdarúgó |           |
| január 19. | Bódis István         | / romániai magyar labdarúgó                                                                                                |           |
| január 20. | Ifeanyi Mathew       | nigériai korosztályos válogatott labdarúgó                                                                                 |           |
| január 22. | Gerzino Nyamsi       | francia labdarúgó |           |
| január 23. | Noah Loosli          | svájci korosztályos válogatott labdarúgó                                                                                   |           |
| január 23. | Karol Świderski      | lengyel válogatott labdarúgó                                                                                               |           |
| január 24. | Yuri Ribeiro         | portugál korosztályos válogatott labdarúgó                                                                                 |           |
| január 24. | Yoan Severin         | francia korosztályos válogatott labdarúgó                                                                                  |           |
| január 26. | Mirlind Kryeziu      | / svájci születésű koszovói válogatott labdarúgó                                                                           |           |
| január 27. | Kiril Milov          | bolgár kötöttfogású birkózó                                                                                                |           |
| január 27. | Moussa Diallo        | francia labdarúgó |           |
| január 28. | Yanik Burren         | Spengler-kupa-győztes svájci válogatott jégkorongozó                                                                       |           |
| január 28. | Joaquín Torres       | argentin labdarúgó |           |
| január 28. | Dries Wouters        | belga labdarúgó |           |
| január 29. | Haszegava Jui        | U17-es világbajnok, U21-es világbajnoki bronzérmes és Ázsia-kupa-bajnok japán válogatott női labdarúgó                     |           |
| január 29. | Viktor Koval         | magyar labdarúgó |           |
| január 29. | Yusuf Yazıcı         | török válogatott labdarúgó                                                                                                 |           |
| január 30. | Damir Bektic         | német labdarúgó |           |
| január 30. | Unai Núñez           | U21-es Európa-bajnok spanyol válogatott labdarúgó                                                                          |           |
| január 31. | Arnaut Danjuma       | holland válogatott labdarúgó                                                                                               |           |
| január 31. | Szugita Hina         | japán válogatott labdarúgó                                                                                                 |           |

### Február
| Születés    | Név                             | Nemzetiség, sportág, eredmények                                                                                | Halálozás |
| ----------- | ------------------------------- | --- | --------- |
| február 1.  | Albin Skoglund                  | svéd labdarúgó                                                                                                 |           |
| február 2.  | Győri Mátyás                    | magyar válogatott kézilabdázó                                                                                  |           |
| február 2.  | Umar Sadiq                      | olimpiai bronzérmes nigériai válogatott labdarúgó                                                              |           |
| február 3.  | Lewis Cook                      | U17-es Európa-bajnok és U20-as világbajnok angol válogatott labdarúgó                                          |           |
| február 4.  | Oguzhan Aydogan                 | német labdarúgó                                                                                                |           |
| február 4.  | Henrik Bjørdal                  | norvég korosztályos válogatott labdarúgó                                                                       |           |
| február 5.  | Patrick Roberts                 | U17-es Európa-bajnok angol labdarúgó                                                                           |           |
| február 6.  | Jannes Horn                     | német labdarúgó                                                                                                |           |
| február 6.  | Álex Petxarroman                | spanyol labdarúgó                                                                                              |           |
| február 6.  | Djibril Sow                     | svájci válogatott labdarúgó                                                                                    |           |
| február 7.  | Hugo Cuypers                    | belga korosztályos válogatott labdarúgó                                                                        |           |
| február 7.  | Lazar Zličić                    | szerb labdarúgó                                                                                                |           |
| február 8.  | Anton Walkes                    | angol labdarúgó                                                                                                | 2023      |
| február 10. | Adam Armstrong                  | U17-es Európa-bajnok és U20-as világbajnok angol labdarúgó                                                     |           |
| február 10. | Lilly King                      | olimpiai és világbajnok amerikai úszónő                                                                        |           |
| február 10. | Nadia Podoroska                 | argentin hivatásos teniszezőnő                                                                                 |           |
| február 11. | Patrick Kammerbauer             | német labdarúgó                                                                                                |           |
| február 11. | Ekrem Öztürk                    | világ- és Európa-bajnoki bronzérmes török kötöttfogású birkózó                                                 |           |
| február 11. | Mateusz Wieteska                | lengyel válogatott labdarúgó                                                                                   |           |
| február 12. | Clayton Lewis                   | új-zélandi válogatott labdarúgó                                                                                |           |
| február 13. | Veini Vehviläinen               | U18-as világbajnoki ezüstérmes, U20-as és felnőtt világbajnok finn jégkorongozó                                |           |
| február 14. | Manu Vallejo                    | spanyol labdarúgó                                                                                              |           |
| február 14. | Jeremy Ebobisse                 | amerikai válogatott labdarúgó                                                                                  |           |
| február 14. | Nikolas Walstad                 | norvég korosztályos válogatott labdarúgó                                                                       |           |
| február 14. | Kike Pérez                      | spanyol korosztályos válogatott labdarúgó                                                                      |           |
| február 15. | Szellák Soma                    | magyar labdarúgó                                                                                               |           |
| február 16. | Maximiliano Caufriez            | belga labdarúgó                                                                                                |           |
| február 16. | Natalja Vihljanceva             | orosz hivatásos teniszezőnő                                                                                    |           |
| február 19. | Benedikt Gimber                 | német labdarúgó                                                                                                |           |
| február 19. | Christopher Martins             | luxemburgi válogatott labdarúgó                                                                                |           |
| február 20. | Jorge de Frutos                 | spanyol labdarúgó                                                                                              |           |
| február 21. | James Pantemis                  | kanadai korosztályos válogatott labdarúgó                                                                      |           |
| február 22. | Anton Csupkov                   | ifjúsági olimpiai bajnok, olimpiai bronzérmes, világ- és Európa-bajnok és Európa Játékok aranyérmes orosz úszó |           |
| február 23. | Benjamin Henrichs               | U21-es Európa-bajnoki ezüstérmes és konföderációs kupa-győztes német válogatott labdarúgó                      |           |
| február 23. | Finn Porath                     | német labdarúgó                                                                                                |           |
| február 23. | Bernd Wolf                      | osztrák válogatott jégkorongozó                                                                                |           |
| február 24. | Kwadwo Duah                     | / angol születésű svájci labdarúgó                                                                             |           |
| február 24. | César Montes                    | CONCACAF-aranykupa-győztes mexikói válogatott labdarúgó                                                        |           |
| február 25. | Nicolas Clasen                  | német labdarúgó                                                                                                |           |
| február 25. | Nugzari Curcumia                | világ- és Európa-bajnoki bronzérmes grúz kötöttfogású birkózó                                                  |           |
| február 25. | Casey Fitzgerald                | U17-es, U18-as, U20-as világbajnok amerikai jégkorongozó                                                       |           |
| február 26. | Malcom Filipe Silva de Oliveira | olimpiai bajnok és U20-as világbajnoki ezüstérmes brazil válogatott labdarúgó                                  |           |
| február 26. | Kristoffer Gunnarsson           | svéd jégkorongozó                                                                                              |           |
| február 28. | Andrea Falcón                   | spanyol válogatott labdarúgó                                                                                   |           |
| február 28. | Virginia Thrasher               | olimpiai bajnok amerikai sportlövő                                                                             |           |
| február 28. | Justen Glad                     | U20-as CONCACAF-bajnok amerikai korosztályos válogatott labdarúgó                                              |           |

### Március
| Születés    | Név                     | Nemzetiség, sportág, eredmények                                                                         | Halálozás |
| ----------- | ----------------------- | --- | --------- |
| március 1.  | Klauss                  | brazil labdarúgó                                                                                        |           |
| március 2.  | Korozmán Kevin          | magyar labdarúgó                                                                                        |           |
| március 3.  | Allan                   | brazil labdarúgó                                                                                        |           |
| március 3.  | Danilo Ihnatenko        | ukrán labdarúgó                                                                                         |           |
| március 3.  | David Neres             | brazil labdarúgó                                                                                        |           |
| március 4.  | Allessandro Fiore-Tapia | német labdarúgó                                                                                         |           |
| március 4.  | Dominik Schad           | német labdarúgó                                                                                         |           |
| március 4.  | Martin Terrier          | francia labdarúgó                                                                                       |           |
| március 4.  | Frederick Woodman       | U17-es Európa-bajnok és U20-as világbajnok angol labdarúgó                                              |           |
| március 5.  | Romain Lagarde          | olimpiai bajnok, világ- és Európa-bajnoki bronzérmes francia válogatott kézilabdázó                     |           |
| március 6.  | Franco Troyansky        | argentin labdarúgó                                                                                      |           |
| március 7.  | Tristan Muyumba         | francia korosztályos válogatott labdarúgó                                                               |           |
| március 10. | Belinda Bencic          | / szlovák-svájci hivatásos teniszezőnő                                                                  |           |
| március 10. | Nahikari García         | U17-es világbajnoki ezüstérmes, U17-es és U19-es Európa-bajnoki ezüstérmes spanyol válogatott labdarúgó |           |
| március 11. | Tordai Árpád            | / romániai magyar labdarúgó                                                                             |           |
| március 12. | Jonathan Davidsson      | svéd jégkorongozó                                                                                       |           |
| március 12. | Fiona Ferro             | francia hivatásos teniszezőnő                                                                           |           |
| március 12. | Allan Saint-Maximin     | francia labdarúgó                                                                                       |           |
| március 13. | Inigo Cordoba           | spanyol labdarúgó                                                                                       |           |
| március 13. | Robin Ziegele           | német labdarúgó                                                                                         |           |
| március 13. | Claudio Bravo           | argentin korosztályos válogatott labdarúgó                                                              |           |
| március 14. | Simone Biles            | olimpiai és világbajnok amerikai tornásznő                                                              |           |
| március 14. | Miles Robinson          | CONCACAF-aranykupa győztes amerikai válogatott labdarúgó                                                |           |
| március 14. | Javier Sánchez          | spanyol korosztályos válogatott labdarúgó                                                               |           |
| március 15. | Jonjoe Kenny            | U17-es Európa-bajnok U19-es Európa-bajnoki bronzérmes és U20-as világbajnok angol labdarúgó             |           |
| március 16. | Florian Neuhaus         | U21-es Európa-bajnoki ezüstérmes német válogatott labdarúgó                                             |           |
| március 16. | Rasmus Nicolaisen       | dán labdarúgó                                                                                           |           |
| március 16. | Fede San Emeterio       | spanyol labdarúgó                                                                                       |           |
| március 18. | Maximilian Mittelstädt  | U21-es Európa-bajnoki ezüstérmes német labdarúgó                                                        |           |
| március 18. | Lucas Robertone         | argentin korosztályos válogatott labdarúgó                                                              |           |
| március 19. | Jackson Yueill          | amerikai válogatott labdarúgó                                                                           |           |
| március 22. | Victor Brattström       | svéd jégkorongozó                                                                                       |           |
| március 22. | Alex Meret              | Európa-bajnok olasz válogatott labdarúgókapus                                                           |           |
| március 23. | Nkosi Tafari            | amerikai labdarúgó                                                                                      |           |
| március 24. | Raoul Petretta          | / német születésű olasz korosztályos válogatott labdarúgó                                               |           |
| március 27. | Rasovszky Kristóf       | világ- és Európa-bajnok magyar úszó                                                                     |           |
| március 28. | Kyle Zajec              | amerikai labdarúgó                                                                                      |           |
| március 28. | Braydon Marvin Manu     | ghánai labdarúgó                                                                                        |           |
| március 28. | Yaw Yeboah              | ghánai válogatott labdarúgó                                                                             |           |
| március 29. | Ezequiel Ponce          | argentin korosztályos válogatott labdarúgó                                                              |           |
| március 30. | Florent Hasani          | jugoszláv születésű koszovói válogatott labdarúgó                                                       |           |
| március 30. | Igor Zubeldia           | spanyol korosztályos válogatott labdarúgó                                                               |           |
| március 31. | Scott Kennedy           | kanadai válogatott labdarúgó                                                                            |           |

### Április
| Születés    | Név                    | Nemzetiség, sportág, eredmények | Halálozás |
| ----------- | ---------------------- | --- | --------- |
| április 1.  | Kike Barja             | spanyol korosztályos válogatott labdarúgó |           |
| április 1.  | Morten Behrens         | német labdarúgó |           |
| április 1.  | Edgar González         | spanyol labdarúgó |           |
| április 2.  | Bjorg Lambrecht        | belga kerékpárversenyző | 2019      |
| április 2.  | Abdelhak Nouri         | U17-es Európa-bajnoki ezüstérmes holland labdarúgó                                                                                            |           |
| április 2.  | Ryan Strain            | ausztrál válogatott labdarúgó |           |
| április 3.  | Gabriel Jesus          | olimpiai bajnok, U20-as világbajnoki ezüstérmes és Copa América-győztes brazil válogatott labdarúgó                                           |           |
| április 5.  | Timo Königsmann        | német labdarúgó |           |
| április 7.  | Tyrone Conraad         | holland labdarúgó |           |
| április 8.  | Benaissa Benamar       | holland labdarúgó |           |
| április 8.  | Dominik Lakatoš        | cseh jégkorongozó |           |
| április 9.  | Luis Arráez            | U15-ös világbajnok venezuelai baseballjátékos                                                                                                 |           |
| április 9.  | Maxence Prevot         | francia labdarúgó |           |
| április 11. | Suat Serdar            | U21-es Európa-bajnoki ezüstérmes német labdarúgó                                                                                              |           |
| április 12. | Romain Cannone         | olimpiai bajnok francia párbajtőrvívó |           |
| április 12. | Andrejs Cigaņiks       | lett válogatott labdarúgó |           |
| április 12. | Christopher McVey      | svéd korosztályos válogatott labdarúgó |           |
| április 13. | Kyle Walker-Peters     | U20-as világbajnok angol labdarúgó |           |
| április 14. | Wyatt Kalynuk          | kanadai jégkorongozó |           |
| április 14. | Jegor Rikov            | orosz jégkorongozó |           |
| április 15. | Dawid Błanik           | lengyel labdarúgó |           |
| április 16. | Arttu Hoskonen         | finn válogatott labdarúgó |           |
| április 17. | Jorge Meré             | U19-es és U21-es Európa-bajnok, U21-es Európa-bajnoki ezüstérmes spanyol labdarúgó                                                            |           |
| április 17. | Philipp Ochs           | német labdarúgó |           |
| április 18. | Paul Bernardoni        | U19-es Európa-bajnok francia labdarúgó, olimpikon                                                                                             |           |
| április 18. | Lukas Boeder           | német labdarúgó |           |
| április 18. | Robert Glință          | ifjúsági világbajnok és Európa-bajnoki ezüstérmes román úszó, olimpikon                                                                       |           |
| április 20. | Mód Noémi              | magyar kézilabdázó |           |
| április 21. | Mikel Oyarzabal        | U21-es Európa-bajnok, U21-es Európa-bajnoki ezüstérmes, felnőtt Európa-bajnoki bronzérmes és olimpiai ezüstérmes spanyol válogatott labdarúgó |           |
| április 22. | Erwan Colas            | francia labdarúgó |           |
| április 22. | Louis Delétraz         | svájci autóversenyző |           |
| április 23. | Zach Apple             | olimpiai és világbajnok, Universiade aranyérmes amerikai úszó                                                                                 |           |
| április 24. | Veronyika Kugyermetova | orosz hivatásos teniszezőnő |           |
| április 26. | Jhegson Méndez         | ecuadori válogatott labdarúgó |           |
| április 27. | Josh Onomah            | U17-es Európa-bajnok és U20-as világbajnok angol labdarúgó                                                                                    |           |
| április 27. | Sébastien Kouma        | mali úszó, olimpikon |           |
| április 28. | Shane McClanahan       | amerikai baseballjátékos |           |
| április 29. | Lucas Tousart          | U19-es Európa-bajnok és U19-es Európa-bajnoki bronzérmes francia labdarúgó, olimpikon                                                         |           |

### Május
| Születés  | Név                      | Nemzetiség, sportág, eredmények                                                                                           | Halálozás |
| --------- | ------------------------ | --- | --------- |
| május 1.  | Dímitriosz Sztavropúlosz | görög labdarúgó |           |
| május 2.  | Adam Werner              | svéd jégkorongozó |           |
| május 5.  | Onyekachi Hope Ugwuadu   | nigériai labdarúgó |           |
| május 6.  | Thanászisz Andrúcosz     | görög válogatott labdarúgó                                                                                                |           |
| május 7.  | Darja Kaszatkina         | ifjusági olimpiai ezüstérmes orosz teniszezőnő                                                                            |           |
| május 8.  | Alex Gersbach            | ausztrál válogatott labdarúgó                                                                                             |           |
| május 9.  | Dayne St. Clair          | kanadai válogatott labdarúgó                                                                                              |           |
| május 10. | Filip Berglund           | svéd jégkorongozó |           |
| május 10. | Kitagava Hikaru          | U17-es világbajnok és U20-as világbajnoki bronzérmes, U16-os és U19-es Ázsia-bajnok japán válogatott női labdarúgó        |           |
| május 10. | Asumah Abubakar          | / ghánai születésű portugál korosztályos válogatott labdarúgó                                                             |           |
| május 11. | Roger Tahull             | világ- és Európa-bajnoki ezüstérmes spanyol válogatott vízilabdázó, olimpikon                                             |           |
| május 12. | Giorgi Beridze           | magyar labdarúgókupa győztes grúz válogatott labdarúgó                                                                    |           |
| május 12. | Frenkie de Jong          | holland válogatott labdarúgó                                                                                              |           |
| május 12. | Eirik Wichne             | norvég labdarúgó |           |
| május 13. | Samuel Mráz              | szlovák válogatott labdarúgó                                                                                              |           |
| május 13. | Ronaldo Deaconu          | román korosztályos válogatott labdarúgó                                                                                   |           |
| május 14. | Okszana Livacs           | világbajnoki bronzérmes és Európ Játékok ezüstérmes ukrán női szabadfogású birkózó                                        |           |
| május 15. | Vili Saarijärvi          | U18-as világbajnoki ezüstérmes, U20-as világbajnok és Spengler-kupa-győztes finn válogatott jégkorongozó                  |           |
| május 16. | Kamal Miller             | kanadai válogatott labdarúgó                                                                                              |           |
| május 20. | Joakim Mæhle             | dán válogatott labdarúgó                                                                                                  |           |
| május 23. | Joe Gomez                | U17-es Európa-bajnok, UEFA-bajnokok ligája, UEFA-szuperkupa és FIFA-klubvilágbajnokság győztes angol válogatott labdarúgó |           |
| május 23. | Pedro Chirivella         | spanyol labdarúgó |           |
| május 23. | Leandro Rocha            | portugál labdarúgó |           |
| május 27. | Konrad Laimer            | osztrák válogatott labdarúgó                                                                                              |           |
| május 28. | Denis-Will Poha          | francia korosztályos válogatott labdarúgó                                                                                 |           |
| május 28. | Tate Schmitt             | amerikai labdarúgó |           |
| május 30. | Peter Lenz               | amerikai motorversenyző                                                                                                   | 2010      |
| május 31. | Max Besuschkow           | német labdarúgó |           |

### Június
| Születés   | Név                    | Nemzetiség, sportág, eredmények                                                                                        | Halálozás |
| ---------- | ---------------------- | --- | --------- |
| június 2.  | Michel Vlap            | holland labdarúgó |           |
| június 4.  | Jonathan Lewis         | amerikai válogatott labdarúgó                                                                                          |           |
| június 5.  | Teddy Bartouche        | francia labdarúgó |           |
| június 5.  | Rodrigo Bentancur      | uruguayi labdarúgó |           |
| június 5.  | Linus Ölund            | svéd jégkorongozó |           |
| június 5.  | Kieran Tierney         | man szigeti születésű skót válogatott labdarúgó                                                                        |           |
| június 6.  | Isak Pettersson        | svéd válogatott labdarúgó                                                                                              |           |
| június 6.  | Grant Shoults          | junior világbajnok amerikai úszó                                                                                       |           |
| június 8.  | Antonio Perera         | spanyol labdarúgó |           |
| június 8.  | Jeļena Ostapenko       | Roland Garros-győztes lett hivatásos teniszezőnő                                                                       |           |
| június 8.  | Roberto Alves          | svájci korosztályos válogatott labdarúgó                                                                               |           |
| június 8.  | Zac McGraw             | amerikai labdarúgó |           |
| június 9.  | Emir Karic             | osztrák labdarúgó |           |
| június 10. | Gastón del Castillo    | argentin labdarúgó |           |
| június 10. | Szvjatoszlav Mihajljuk | ukrán válogatott kosárlabdázó                                                                                          |           |
| június 10. | Chuca                  | spanyol labdarúgó |           |
| június 11. | Unai Simón             | U19-es és U20-es Európa-bajnok, olimpiai ezüstérmes spanyol válogatott labdarúgó                                       |           |
| június 11. | Andre Shinyashiki      | brazil labdarúgó |           |
| június 11. | Eryk Williamson        | amerikai válogatott labdarúgó                                                                                          |           |
| június 13. | Tsiy-William Ndenge    | német korosztályos válogatott labdarúgó                                                                                |           |
| június 16. | Jean-Kévin Augustin    | U19-es Európa-bajnok francia labdarúgó                                                                                 |           |
| június 17. | Matthias Bader         | német labdarúgó |           |
| június 17. | Cengiz Ünder           | török válogatott labdarúgó                                                                                             |           |
| június 18. | Dominik Reimann        | német labdarúgó |           |
| június 18. | Rafa Mir               | olimpiai ezüstérmes spanyol válogatott labdarúgó                                                                       |           |
| június 18. | Amín Hárít             | / francia születésű marokkói válogatott labdarúgó                                                                      |           |
| június 19. | Bledar Hajdini         | német születésű koszovói válogatott labdarúgó                                                                          |           |
| június 19. | Sheyi Ojo              | U20-as világbajnok angol labdarúgó                                                                                     |           |
| június 20. | Kopasz Bálint          | olimpiai, világ- és Európa-bajnok, Európa Játékok bajnok magyar kajakozó                                               |           |
| június 20. | Jordan Larsson         | holland születésű svéd labdarúgó                                                                                       |           |
| június 21. | Yohan Magnin           | francia labdarúgó |           |
| június 22. | Sidocsi Maju           | olimpiai, világ- és Ázsia-bajnok japán szabadfogású női birkózó                                                        |           |
| június 22. | Katona Máté            | magyar labdarúgó |           |
| június 23. | Lawson Crouse          | U18-as világbajnoki bronzérmes és U20-as világbajnok kanadai jégkorongozó                                              |           |
| június 23. | Nouhou Tolo            | CONCACAF-bajnokok ligája-győztes és afikai nemzetek kupája bronzérmes kameruni válogatott labdarúgó                    |           |
| június 24. | Serghei Tarnovschi     | / ifjúsági olimpiai bajnok, olimpiai bronzérmes, világbajnok és Európa-bajnoki ezüstérmes ukrán születésű moldáv kenus |           |
| június 24. | DeJuan Jones           | amerikai válogatott labdarúgó                                                                                          |           |
| június 27. | Ramadán Szobhi         | egyiptomi válogatott labdarúgó                                                                                         |           |
| június 27. | Calvin Thürkauf        | svájci jégkorongozó |           |
| június 27. | Mads Døhr Thychosen    | dán labdarúgó |           |
| június 28. | Aleix García Serrano   | spanyol labdarúgó |           |
| június 28. | David Sauerland        | német labdarúgó |           |
| június 29. | Mikkel Duelund         | dán labdarúgó |           |

### Július
| Születés   | Név                       | Nemzetiség, sportág, eredmények | Halálozás |
| ---------- | ------------------------- | --- | --------- |
| július 2.  | Maximilian Günther        | német autóversenyző |           |
| július 3.  | Miura Narumi              | U20-as világbajnoki bronzérmes japán válogatott labdarúgónő, olimpikon                                                                   |           |
| július 5.  | Lucas Carlsson            | svéd jégkorongozó |           |
| július 7.  | Petró Balázs              | magyar labdarúgó |           |
| július 7.  | Ander Guevara             | spanyol labdarúgó |           |
| július 8.  | Phil Neumann              | német labdarúgó |           |
| július 9.  | Tatjana Schoenmaker       | olimpiai bajnok, Nemzetközösségi játékok bajnok, Afrika játékok bajnok, Universiade bajnok és világbajnoki ezüstérmes dél-afrikai úszónő |           |
| július 11. | Rasmus Kristensen         | dán válogatott labdarúgó |           |
| július 11. | Constantin Reiner         | osztrák labdarúgó |           |
| július 12. | Jean-Kevin Duverne        | francia labdarúgó |           |
| július 12. | Johnny Kovacevic          | kanadai jégkorongozó |           |
| július 12. | Pablo Maffeo              | spanyol labdarúgó |           |
| július 14. | Nicolas Moreno de Alboran | amerikai teniszező |           |
| július 15. | Markus André Kaasa        | norvég korosztályos válogatott labdarúgó                                                                                                 |           |
| július 16. | Marjan Sved               | ukrán válogatott labdarúgó |           |
| július 17. | Sigurd Hauso Haugen       | norvég korosztályos válogatott labdarúgó                                                                                                 |           |
| július 20. | Tornike Gaprindasvili     | grúz korosztályos válogatott labdarúgó                                                                                                   |           |
| július 20. | Gauthier Mankenda         | Kongói Demokratikus Köztársaságbeli labdarúgó                                                                                            |           |
| július 26. | Sebastian Aho             | svéd jégkorongozó |           |
| július 28. | Johannes Kinnvall         | svéd jégkorongozó |           |
| július 28. | Bilal Ould-Chikh          | holland labdarúgó |           |
| július 30. | Kyle Hiebert              | kanadai labdarúgó |           |
| július 30. | Leonardo Sernicola        | olasz labdarúgó |           |

### Augusztus
| Születés      | Név                     | Nemzetiség, sportág, eredmények                                                                      | Halálozás |
| ------------- | ----------------------- | --- | --------- |
| augusztus 1.  | Nyikolaj Csebikin       | orosz jégkorongozó                                                                                   |           |
| augusztus 1.  | Biljana Zsivkova Dudova | világ- és Európa-bajnok bolgár női szabadfogású birkózó                                              |           |
| augusztus 4.  | Icsisze Nana            | U17-es világbajnok, U20-as világbajnoki bronzérmes és Ázsia-kupa-győztes japán válogatott labdarúgó  |           |
| augusztus 6.  | Henrik Borgström        | finn jégkorongozó                                                                                    |           |
| augusztus 6.  | Meschak Elia            | kongói DK válogatott labdarúgó                                                                       |           |
| augusztus 6.  | Marcus Thuram           | U19-es Európa-bajnok olasz születésű francia válogatott labdarúgó                                    |           |
| augusztus 6.  | Hassani Dotson          | amerikai korosztályos válogatott labdarúgó                                                           |           |
| augusztus 6.  | Keaton Parks            | amerikai válogatott labdarúgó                                                                        |           |
| augusztus 7.  | Jordan Torunarigha      | német labdarúgó                                                                                      |           |
| augusztus 7.  | Matty Cash              | / angol születésű lengyel válogatott labdarúgó                                                       |           |
| augusztus 8.  | Antonee Robinson        | amerikai válogatott labdarúgó                                                                        |           |
| augusztus 9.  | Sergio Córdova          | venezuelai válogatott labdarúgó                                                                      |           |
| augusztus 9.  | Gabriel Suazo           | chilei válogatott labdarúgó                                                                          |           |
| augusztus 12. | Steve Ambri             | francia születésű bissau-guineai válogatott labdarúgó                                                |           |
| augusztus 12. | Taiwo Awoniyi           | U17-es világbajnok és U20-as afrikai nemzetek kupája győztes nigériai válogatott labdarúgó           |           |
| augusztus 13. | Nikolaj Minkov          | bolgár labdarúgó                                                                                     |           |
| augusztus 13. | Pol Lirola              | spanyol korosztályos válogatott labdarúgó                                                            |           |
| augusztus 19. | Dylan Chambost          | francia labdarúgó                                                                                    |           |
| augusztus 19. | Esztergályos Patrik     | ifjúsági olimpiai bajnok, junior világbajnoki ezüstérmes és junior Európa-bajnok magyar párbajtőröző |           |
| augusztus 19. | Ryan Ledson             | U17-es Európa-bajnok és U19-es Európa-bajnoki bronzérmes angol labdarúgó                             |           |
| augusztus 20. | Magnus Christensen      | dán korosztályos válogatott labdarúgó                                                                |           |
| augusztus 22. | Ahmed Mohamed           | Arab-bajnok és Afrika-bajnoki ezüstérmes egyiptomi kötöttfogású birkózó                              |           |
| augusztus 26. | Jon Bell                | / amerikai születésű jamaikai válogatott labdarúgó                                                   |           |
| augusztus 27. | Kavai Jukako            | olimpiai bajnok, világbajnoki ezüstérmes és Ázsia-bajnok japán szabadfogású női birkózó              |           |
| augusztus 27. | Lucas Paquetá           | UEFA Konferencia Liga-győztes brazil válogatott labdarúgó                                            |           |
| augusztus 28. | Mohamed Ali Camara      | guineai válogatott labdarúgó                                                                         |           |
| augusztus 29. | Gedeon Kalulu           | kongói DK válogatott labdarúgó                                                                       |           |
| augusztus 29. | Ainsley Maitland-Niles  | U20-as világbajnok angol válogatott labdarúgó                                                        |           |
| augusztus 30. | Dael Fry                | U17-es Európa-bajnok, U20-as világbajnok és Touloni Ifjúsági Torna-győztes angol labdarúgó           |           |
| augusztus 30. | Tobias Lauritsen        | norvég labdarúgó                                                                                     |           |
| augusztus 31. | Hasan Kuruçay           | / török labdarúgó                                                                                    |           |

### Szeptember
| Születés       | Név                    | Nemzetiség, sportág, eredmények | Halálozás |
| -------------- | ---------------------- | --- | --------- |
| szeptember 1.  | Joan Mir               | MotoGP-világbajnok spanyol motorversenyző |           |
| szeptember 2.  | Eric Kitolano          | norvég korosztályos válogatott labdarúgó |           |
| szeptember 4.  | Willis Furtado         | / francia születésű zöld-foki köztársasági válogatott labdarúgó |           |
| szeptember 4.  | Siklósi Gergely        | junior világbajnoki ezüstérmes, junior Európa-bajnok, olimpiai ezüstérmes, világbajnok és Európa-bajnoki bronzérmes magyar párbajtőrvívó                           |           |
| szeptember 4.  | Tóth Balázs            | magyar labdarúgó |           |
| szeptember 5.  | Gino Fechner           | német labdarúgó |           |
| szeptember 6.  | Dustin May             | World Series bajnok amerikai baseballjátékos |           |
| szeptember 7.  | Arianit Ferati         | német labdarúgó |           |
| szeptember 9.  | Bénes László           | szlovák válogatott labdarúgó |           |
| szeptember 9.  | Ohis Felix Uduokhai    | U21-es Európa-bajnoki ezüstérmes német labdarúgó, olimpikon |           |
| szeptember 10. | Alberto Rodríguez Baró | spanyol labdarúgó |           |
| szeptember 10. | Jasper Löffelsend      | német labdarúgó |           |
| szeptember 11. | Marvin Mehlem          | német labdarúgó |           |
| szeptember 11. | Marin Pongračić        | / német születésű horvát válogatott labdarúgó |           |
| szeptember 14. | Dominic Solanke        | U17-es Európa-bajnok és U20-as világbajnok angol válogatott labdarúgó                                                                                              |           |
| szeptember 15. | Quin Houff             | amerikai NASCAR-versenyző |           |
| szeptember 16. | Miguel Berry           | spanyol labdarúgó |           |
| szeptember 17. | Luke Greenbank         | ifjúsági olimpiai bajnok, junior világbajnoki bronzérmes, olimpiai ezüstérmes, világ- és Európa-bajnok, Európa játékok és Nemzetközösségi játékok bajnok brit úszó |           |
| szeptember 17. | Kardos Botond          | ifjúsági olimpiai ezüstérmes magyar tornász |           |
| szeptember 17. | Auston Matthews        | U17-es és U18-as világbajnok, U20-as világbajnoki bronzérmes amerikai válogatott jégkorongozó                                                                      |           |
| szeptember 20. | Frederic Ananou        | német labdarúgó |           |
| szeptember 20. | Sami Lamhamedi         | / marokkói–kanadai kettős állampolgárságú alpesisíző |           |
| szeptember 21. | Delaila Amega          | világbajnok és Európa-bajnoki bronzérmes holland válogatott kézilabdázó                                                                                            |           |
| szeptember 21. | Ronald Hernández       | venezuelai válogatott labdarúgó |           |
| szeptember 21. | Renan Martins Pereira  | brazil labdarúgó, középpályás | 2017      |
| szeptember 22. | Brooks Lennon          | U20-as CONCACAF-bajnok amerikai válogatott labdarúgó |           |
| szeptember 22. | Romain Perraud         | francia labdarúgó |           |
| szeptember 24. | Tosin Adarabioyo       | angol labdarúgó |           |
| szeptember 25. | Durel Avounou          | kongói válogatott labdarúgó |           |
| szeptember 25. | Szymon Żurkowski       | lengyel válogatott labdarúgó |           |
| szeptember 28. | Xaver Schlager         | osztrák válogatott labdarúgó |           |
| szeptember 28. | Ifunanyachi Achara     | nigériai labdarúgó |           |
| szeptember 30. | Max Verstappen         | holland autóversenyző, világbajnok Formula–1-es pilóta |           |
| szeptember 30. | Sondre Liseth          | norvég labdarúgó |           |

### Október
| Születés    | Név                  | Nemzetiség, sportág, eredmények                                                                                                  | Halálozás |
| ----------- | -------------------- | --- | --------- |
| október 1.  | Kristoffer Tønnessen | norvég korosztályos válogatott labdarúgó                                                                                         |           |
| október 2.  | Tammy Abraham        | U19-es Európa-bajnoki bronzérmes angol válogatott labdarúgó                                                                      |           |
| október 4.  | Nikola Vlašić        | horvát válogatott labdarúgó |           |
| október 5.  | Zsung Ning-ning      | világ- és Ázsia-bajnok kínai szabadfogású női birkózó                                                                            |           |
| október 6.  | Kasper Dolberg       | dán válogatott labdarúgó, csatár                                                                                                 |           |
| október 6.  | Theo Hernández       | UEFA-bajnokok ligája-, UEFA-szuperkupa- és FIFA-klubvilágbajnokság- és UEFA Nemzetek Ligája-győztes francia válogatott labdarúgó |           |
| október 7.  | Drake Callender      | amerikai labdarúgó |           |
| október 8.  | Raúl Uche            | spanyol labdarúgó |           |
| október 8.  | Ben White            | Európa-bajnoki ezüstérmes angol válogatott labdarúgó                                                                             |           |
| október 10. | Kieran Dowell        | U20-as világbajnok angol labdarúgó                                                                                               |           |
| október 11. | Emmanuel Iyoha       | német labdarúgó |           |
| október 12. | Nikola Milenković    | szerb válogatott labdarúgó |           |
| október 14. | Wade Allison         | kanadai jégkorongozó |           |
| október 14. | Toyosi Olusanya      | angol labdarúgó |           |
| október 15. | Julien Gauthier      | kanadai jégkorongozó |           |
| október 16. | Charles Leclerc      | monacói autóversenyző, Formula–1-es pilóta                                                                                       |           |
| október 17. | Mauricio Pineda      | amerikai labdarúgó |           |
| október 20. | Ademola Lookman      | U20-as világbajnok angol labdarúgó, nigéria válogatott labdarúgó                                                                 |           |
| október 21. | Hamza Mendyl         | marokkói válogatott labdarúgó |           |
| október 21. | Alioune Ndour        | szenegáli labdarúgó |           |
| október 23. | Philippe Gagné       | ifjúsági olimpiai ezüstérmes kanadai műugró                                                                                      |           |
| október 23. | Benji Michel         | amerikai korosztályos válogatott labdarúgó                                                                                       |           |
| október 25. | Federico Chiesa      | Európa-bajnok olasz válogatott labdarúgó                                                                                         |           |
| október 25. | Silvan Hefti         | svájci labdarúgó |           |
| október 25. | Jesper Taaje         | norvég labdarúgó |           |
| október 28. | Marcus Mehnert       | norvég labdarúgó |           |
| október 30. | Sean Longstaff       | angol labdarúgó |           |
| október 30. | Tage Thompson        | U18-as és U20-as világbajnok, felnőtt világbajnoki bronzérmes amerikai válogatott jégkorongozó                                   |           |
| október 30. | Ilias Chair          | marokkói válogatott labdarúgó |           |

### November
| Születés     | Név                          | Nemzetiség, sportág, eredmények                                             | Halálozás |
| ------------ | ---------------------------- | --------------------------------------------------------------------------- | --------- |
| november 2.  | Filip Hronek                 | világbajnoki bronzérmes és Calder-kupa-győztes cseh válogatott jégkorongozó |           |
| november 6.  | Abadi Hadis                  | etióp hosszútávfutó, olimpikon                                              | 2020      |
| november 6.  | Ollie Shenton                | angol labdarúgó                                                             |           |
| november 7.  | Elisha Owusu                 | ghánai válogatott labdarúgó                                                 |           |
| november 10. | Boris Babic                  | svájci korosztályos válogatott labdarúgó                                    |           |
| november 10. | J. J. Bleday                 | amerikai baseballjátékos                                                    |           |
| november 11. | Sztratósz Szvarnasz          | görög válogatott labdarúgó                                                  |           |
| november 12. | Ismaël Kandúsz               | marokkói válogatott labdarúgó                                               |           |
| november 13. | Florian Müller               | U21-es Európa-bajnoki ezüstérmes német labdarúgó, olimpikon                 |           |
| november 13. | Pia-Sophie Wolter            | U19-es Európa-bajnoki bronzérmes német női válogatott labdarúgó             |           |
| november 14. | Axel Tuanzebe                | / kongói születésű angol labdarúgó                                          |           |
| november 15. | Paula Badosa                 | spanyol hivatásos teniszezőnő, olimpikon                                    |           |
| november 15. | Viktor Vitalijovics Cihankov | / izraeli születésű ukrán válogatott labdarúgó                              |           |
| november 15. | Aaron Leya Iseka             | belga labdarúgó                                                             |           |
| november 16. | Lucas Johansen               | kanadai jégkorongozó                                                        |           |
| november 17. | Julian Ryerson               | norvég válogatott labdarúgó                                                 |           |
| november 21. | Toni Lato                    | spanyol labdarúgó                                                           |           |
| november 25. | Mathias Rasmussen            | norvég korosztályos válogatott labdarúgó                                    |           |
| november 25. | Derek Cornelius              | kanadai válogatott labdarúgó                                                |           |
| november 27. | Ámín Bászí                   | marokkói korosztályos válogatott labdarúgó                                  |           |
| november 29. | Fabian Reese                 | német labdarúgó                                                             |           |
| november 30. | Benjamin Nissner             | osztrák válogatott jégkorongozó                                             |           |

### December
| Születés     | Név                          | Nemzetiség, sportág, eredmények                                                                        | Halálozás |
| ------------ | ---------------------------- | --- | --------- |
| december 1.  | David Bernhardt              | svéd jégkorongozó                                                                                      |           |
| december 1.  | Carl Grundström              | Calder-kupa-győztes svéd válogatott jégkorongozó                                                       |           |
| december 2.  | Luis Suárez                  | kolumbiai válogatott labdarúgó                                                                         |           |
| december 3.  | Rasmus Asplund               | svéd válogatott jégkorongozó                                                                           |           |
| december 4.  | Luke Kunin                   | U17-es, U18-as és U20-as világbajnok amerikai válogatott jégkorongozó                                  |           |
| december 6.  | Dereck Kutesa                | svájci korosztályos válogatott labdarúgó                                                               |           |
| december 9.  | Alexander Bah                | dán válogatott labdarúgó                                                                               |           |
| december 9.  | Marc Bola                    | angol labdarúgó                                                                                        |           |
| december 11. | Konsztandínosz Mavropánosz   | görög válogatott labdarúgó                                                                             |           |
| december 11. | Matthew Tkachuk              | U17-es és U18-as világbajnok, U20-as világbajnoki bronzérmes amerikai jégkorongozó                     |           |
| december 13. | Dávid Hancko                 | szlovák válogatott labdarúgó                                                                           |           |
| december 14. | Samuel Gouet                 | U19-es Európa-bajnok, afrikai nemzetek kupája-bronzérmes kameruni válogatott labdarúgó                 |           |
| december 16. | Mathias From                 | dán válogatott jégkorongozó                                                                            |           |
| december 18. | Ronald Acuña Jr.             | venezuelai baseballjátékos                                                                             |           |
| december 18. | Alex DeBrincat               | U20-as és felnőtt világbajnoki bronzérmes amerikai válogatott jégkorongozó                             |           |
| december 19. | Fikayo Tomori                | U20-as világbajnok angol válogatott labdarúgó                                                          |           |
| december 20. | Jonathan Dahlén              | svéd jégkorongozó                                                                                      |           |
| december 21. | Charlie McAvoy               | U17-es, U18-as és U20-as világbajnok, felnőtt világbajnoki bronzérmes amerikai válogatott jégkorongozó |           |
| december 22. | Jérôme Onguéné               | kameruni válogatott labdarúgó                                                                          |           |
| december 22. | Guus Til                     | / zambiai születésű holland válogatott labdarúgó                                                       |           |
| december 23. | Luka Jović                   | / bosnyák születésű szerb válogatott labdarúgó                                                         |           |
| december 24. | Emmanuel Sabbi               | / U20-as CONCACAF-bajnok amerikai válogatott labdarúgó                                                 |           |
| december 26. | Jaroszlav Vadimovics Panyiot | ukrán műkorcsolyázó, olimpikon                                                                         |           |
| december 30. | Enea Bastianini              | olasz motorversenyző                                                                                   |           |
| december 31. | Ludovic Blas                 | francia labdarúgó                                                                                      |           |

## Halálozások
| Halálozás     | Név                        | Nemzetiség, sportág, eredmények                                                                                  | Születés |
| ------------- | -------------------------- | --- | -------- |
| ?             | Mafuila Mavuba             | arfikai nemzetek kupája- és CAF-bajnokok ligája-győztes Kongói Demokratikus Köztársaságbeli válogatott labdarúgó | 1949     |
| január 6.     | Gerry Roufs                | kanadai tengerész és szólóvitorlázó                                                                              | 1953     |
| január 16.    | Gróf Ödön                  | olimpiai bronzérmes és Európa-bajnok magyar úszó                                                                 | 1915     |
| január 21.    | Gunnar Galin               | Európa-bajnok svéd jégkorongozó                                                                                  | 1902     |
| január 29.    | Benda Antal                | világbajnoki bronzérmes magyar válogatott kézilabdázó, olimpikon                                                 | 1910     |
| február 3.    | Mihail Ioszifovics Jakusin | orosz labdarúgóedző                                                                                              | 1910     |
| április 30.   | Fodor Miklós               | világbajnoki bronzérmes magyar válogatott kézilabdázó, olimpikon                                                 | 1908     |
| június 8.     | Norman Cleaveland          | olimpiai bajnok amerikai rögbijátékos                                                                            | 1901     |
| június 9.     | Bajkó Károly               | olimpiai bronzérmes és Európa-bajnoki ezüstérmes magyar birkózó                                                  | 1944     |
| június 18.    | Héctor Yazalde             | argentin válogatott labdarúgó                                                                                    | 1946     |
| június 26.    | Don Hutson                 | NFL-bajnok amerikai amerikaifutball-játékos, Pro Football Hall of Fame-tag                                       | 1913     |
| július 3.     | Stanley Stanczyk           | olimpiai és világbajnok amerikai súlyemelő                                                                       | 1925     |
| július 9.     | Aurelio González           | paraguayi válogatott labdarúgó, edző                                                                             | 1905     |
| július 21.    | Hjalmar Kelin              | finn válogatott labdarúgó                                                                                        | 1900     |
| július 24.    | Edward Gardère             | olimpiai és világbajnok francia tőr- és kardvívó, edző                                                           | 1909     |
| augusztus 9.  | Max Blösch                 | olimpiai bronzérmes svájci kézilabdázó                                                                           | 1908     |
| augusztus 19. | Mario Velarde              | mexikói válogatott labdarúgó                                                                                     | 1940     |
| szeptember 1. | Czibor Zoltán              | olimpiai bajnok és világbajnoki ezüstérmes magyar válogatott labdarúgó, az Aranycsapat tagja                     | 1929     |
| november 1.   | Roger Marche               | világbajnoki bronzérmes francia válogatott labdarúgó                                                             | 1924     |
| november 3.   | Antoine Cuissard           | francia válogatott labdarúgó, edző                                                                               | 1924     |
| november 16.  | Russ Meyer                 | World Series bajnok amerikai baseballjátékos                                                                     | 1923     |
| december 7.   | Billy Bremner              | skót válogatott labdarúgó, edző                                                                                  | 1942     |